# Берндорф-бай-Зальцбург
Берндорф-бай-Зальцбург (нім. Berndorf bei Salzburg) —  містечко та громада в австрійській землі Зальцбург. Містечко належить округу Зальцбург-Умгебунг.

## Демографія
Станом на 1 січня 2023 року у місті проживало 1744 особи. Густота населення — 120,5 осіб/км². 
| 1119                                   | 1310 | 1578 | 1659 | 1729 | 1744 |
| В період з 1981 по 2023 рік (тис. ос.) |      |      |      |      |      |